# Mongolia ai Giochi della XXX Olimpiade
La Mongolia partecipò ai Giochi della XXX Olimpiade, svoltisi a Londra, Regno Unito, dal 27 luglio al 12 agosto 2012, con una delegazione di 29 atleti impegnati in sette discipline.